# Liste der von Willy Freytag betreuten Dissertationen
Die folgende Tabelle enthält eine Liste der von Willy Freytag betreuten Dissertationen in chronologischer Abfolge nach Gebieten geordnet. Bei Freytag wurden in Zürich in den Jahren von 1911 bis 1934 25 Doktorarbeiten zum Abschluss gebracht. Nicht aufgeführt sind diejenigen Dissertationen, bei denen Freytag lediglich Zweitgutachter war. Die Auflistung erhebt keinen Anspruch auf Vollständigkeit.

## Im Bereich Philosophie
| Nr. | Promovend                          | Titel der Arbeit                                                            | Datum der Promotion | Veröffentlichung, ggf. mit zugehöriger Zeitschriftenpublikation |
| --- | ---------------------------------- | --------------------------------------------------------------------------- | ------------------- | --------------------------------------------------------------- |
| 1.  | Karl Dürr (1888–1970)              | Interpretation und Kritik der Erkenntnistheorie E. v. Hartmanns             | 1912                |                                                                 |
| 2.  | Maria Kabaktschiewa (1886–)        | Ueber Guyaus Versuch, die Ethik als Wissenschaft zu begründen               | 1914                |                                                                 |
| 3.  | Katharina Awakowa-Sakijewa (1879–) | Die Erkenntnistheorie von Ernst Laas                                        | 1916                |                                                                 |
| 4.  | Bogumił Jasinowski (1883–1969)     | Die analytische Urteilslehre Leibnizens                                     | 1918                |                                                                 |
| 5.  | Helle Lambridis (1896–1970)        | Die Erkenntnisprinzipien bei Aristoteles                                    | 1919                |                                                                 |
| 6.  | Fred Pfeiffer (1897–)              | Bolzanos Logik und das Transzendenzproblem                                  | 1922                |                                                                 |
| 7.  | Isaiah Sonne (1887–1960)           | Spinoza und die jüdische Philosophie des Mittelalters                       | 1925                |                                                                 |
| 8.  | Martin Keller (1896–1975)          | Ethik als Wissenschaft                                                      | 1925                |                                                                 |
| 9.  | Gregor Magasanik (1888–)           | Ein Vergleich zwischen den Voraussetzungen des Realismus und Idealismus     | 1927                |                                                                 |
| 10. | Luis Juan Guerrero (1899–1957)     | Die Entstehung einer allgemeinen Wertlehre in der Philosophie der Gegenwart | 1927                |                                                                 |
| 11. | Gregor Edlin (1892–1972)           | Rechtsphilosophische Scheinprobleme                                         | 1932                |                                                                 |
| 12. | Jakob Müller (–)                   | Herbarts Lehre vom Sein                                                     | 1933                |                                                                 |
| 13. | Schlioma Kanarsch (1894–)          | Franz Brentanos Lehre vom Urteil                                            | 1934                |                                                                 |
| 14. | Liliane Frey-Rohn (1901–1991)      | Die Grundbegriffe der Dilthey’schen Philosophie                             | 1934                |                                                                 |

## Im Bereich Pädagogik
| Nr. | Promovend                                | Titel der Arbeit                                                                                                  | Datum der Promotion | Veröffentlichung, ggf. mit zugehöriger Zeitschriftenpublikation |
| --- | ---------------------------------------- | --- | ------------------- | --------------------------------------------------------------- |
| 1.  | Theodor/Thodor Jonkoff (1883–)           | Nietzsches Idee vom Uebermenschen als Erziehungsideal                                                             | 1911                |                                                                 |
| 2.  | Marko Krstitsch (1885–)                  | Rousseaus pädagogische Ansichten im Lichte der gegenwärtigen Erziehungswissenschaft                               | 1911                |                                                                 |
| 3.  | Michail Geraskow (1874–1957)             | Die sittliche Erziehung nach Herbert Spencer unter Berücksichtigung seiner Moralphilosophie und Entwicklungslehre | 1912                |                                                                 |
| 4.  | Felicja Maria Przedborska (1888–)        | Das Religionsproblem bei Pestalozzi im Lichte der modernen Bestrebungen                                           | 1912                |                                                                 |
| 5.  | Eugenie Reichinstein-Zimann (1888–)      | Christian Gotthilf Salzmann und seine Bedeutung für die Pädagogik                                                 | 1912                |                                                                 |
| 6.  | Ljubica Roknić (1889–)                   | Die pädagogischen Ansichten von Comenius in ihrem Verhältnisse zu denen von Pestalozzi                            | 1912                |                                                                 |
| 7.  | Friedrich Georg Wartenweiler (1889–1985) | Ein nordischer Volkserzieher. Die Entwicklung N. F. S. Grundtvigs zum Vater der Volkshochschule                   | 1913                |                                                                 |
| 8.  | Dragomir Ikonić (1883–1957)              | Benekes „Erziehungslehre“, vom Standpunkte der neueren empirisch-pädagogischen Forschung betrachtet               | 1914                |                                                                 |
| 9.  | Ljubica Rakić (1884–)                    | Die häusliche Erziehung in der serbischen Sadruga zur Zeit der türkischen Herrschaft                              | 1914                |                                                                 |
| 10. | Holger Kjær (1899–1980)                  | Über Familienerziehung und Hausunterricht                                                                         | 1927                |                                                                 |
| 11. | Julius Kratzenstein (1904–1990)          | Die Pädagogik Friedrich Eberhard von Rochows                                                                      | 1931                |                                                                 |